# Синтаксический анализатор
Это статья об алгоритме синтаксического анализа, о языке программирования см. Parser.
Парсер (англ. parser; от parse — анализ, разбор), или синтаксический анализатор, — часть программы, преобразующей входные данные (как правило, текст) в некий структурированный формат, нужный для задач последующего их анализа и использования данных. Технически, парсер выполняет синтаксический анализ данных (например, текста).

## Виды
Наиболее часто встречающиеся виды парсеров:
- очередь классифицированных лексем;
- абстрактное дерево;
- иерархические структуры;
- вывод / оформление данных в таблицы (базы).

Виды парсеров по количеству операций чтения входных данных:
- однопроходные;
- многопроходные.

Исходный код парсера может быть:
- написан программистами;
- сгенерирован специализированными утилитами (например, GNU Bison, Yacc).

## Синтаксический анализатор и ИИ
С развитием технологий искусственного интеллекта (ИИ) синтаксические анализаторы становятся все более совершенными и эффективными. Современные анализаторы, основанные на методах машинного обучения и обработке естественного языка (NLP), могут автоматически распознавать и интерпретировать сложные структуры и грамматические зависимости в тексте. Такие ИИ-парсеры применяются в поисковых системах, системах перевода и других приложениях, где требуется глубокий синтаксический анализ.

## Применение
- Каждый транслятор (компилятор или интерпретатор) имеет встроенный парсер. Парсер выполняет преобразование текста, записанного на каком-либо языке программирования во внутреннее представление, удобное для дальнейшей работы транслятора.
- Парсеры применяются в разработке компьютерных игр при работе с текстовыми файлами, хранящими 3D-графику.
- Парсеры применяются при разборе баз данных, сохранённых в различных текстовых форматах: CSV, XML и т. п.